# Auto GP 2011
La saison 2011 de l'Auto GP a été la deuxième année du championnat éponyme, et la treizième saison de l'ex-Euroseries 3000. Le championnat a commencé le 14 mai à Monza et a terminé le 4 septembre au Circuit Ricardo Tormo à Valence, après sept meetings.
La série est devenue le cadre des meetings du Championnat du Monde de voitures de tourisme et a reçu une couverture Eurosport. La série a également adopté le système de points de la Formule 1 pour la première course du week-end, avec une modification importante (inférieure) de l'attribution des points lors de la deuxième course. Le champion de la saison 2011 et le meilleur pilote de moins de 21 ans Kevin Ceccon a reçu un test de GP2 Series.
Le pilote Ombra Racing s'est emparé du titre de champion de la discipline en prenant une seule victoire sur le Hungaroring et quatre 3e place. Luca Filippi qui a sacrifié le meeting d'Oschersleben pour une épreuve de GP2 Series a terminé vice-champion de l'édition 2011 avec une victoire à Brno. Sergueï Afanassiev, absent à Donington en raison de problèmes avec le visa britannique, a signé trois victoires à Budapest, Oschersleben et Valence, plus grand nombre de victoires pour un pilote cette saison. Il a terminé la saison en troisième position du classement général.

## Engagés
| Écurie            | #  | Pilotes              | Courses  |
| ----------------- | -- | -------------------- | -------- |
| DAMS              | 1  | Sergueï Afanassiev   | 1–3, 5–7 |
| DAMS              | 2  | Rio Haryanto         | 1–4, 6–7 |
| DAMS              | 2  | Kevin Korjus         | 5        |
| DAMS              | 3  | Adrien Tambay        | 1–3      |
| TP Formula        | 4  | Samuele Buttarelli   | Tous     |
| TP Formula        | 17 | Pasquale Di Sabatino | 2–7      |
| Ombra Racing      | 5  | Kevin Ceccon         | Tous     |
| Ombra Racing      | 6  | Francesco Dracone    | 4–7      |
| Ombra Racing      | 11 | Pasquale Di Sabatino | 1        |
| Ombra Racing      | 11 | Stefano Bizzarri     | 2        |
| Ombra Racing      | 71 | Michele la Rosa      | 7        |
| Emmebi Motorsport | 6  | Francesco Dracone    | 1–3      |
| Griffitz Durango  | 7  | Giovanni Venturini   | Tous     |
| Griffitz Durango  | 8  | Giuseppe Cipriani    | Tous     |
| Super Nova Racing | 9  | Adrian Zaugg         | 1        |
| Super Nova Racing | 9  | Jon Lancaster        | 3–4      |
| Super Nova Racing | 9  | Luca Filippi         | 7        |
| Super Nova Racing | 10 | Luca Filippi         | 1–4, 6   |
| Lazarus           | 15 | Fabrizio Crestani    | Tous     |
| Lazarus           | 16 | Fabio Onidi          | Tous     |
| Campos Racing     | 22 | Bruno Méndez         | 1–5      |
| Campos Racing     | 22 | Adam Carroll         | 6–7      |
| Campos Racing     | 23 | Adrian Campos Jr.    | 1, 4–6   |
| Campos Racing     | 23 | Rodolfo González     | 2        |
| Campos Racing     | 33 | Marco Barba          | 1–3      |
| Campos Racing     | 33 | Adam Carroll         | 4        |
| Campos Racing     | 33 | Adrien Tambay        | 5–7      |
| MP Motorsport     | 27 | Daniël de Jong       | 4–6      |

## Règlement
Les points pour les deux championnats ont été attribués selon le modèle suivant :
| Race       | Race | Race | Race | Race | Race | Race | Race | Race | Race | Race |
| Position   | 1er  | 2e   | 3e   | 4e   | 5e   | 6e   | 7e   | 8e   | 9e   | 10e  |
| ---------- | ---- | ---- | ---- | ---- | ---- | ---- | ---- | ---- | ---- | ---- |
| 1re course | 25   | 18   | 15   | 12   | 10   | 8    | 6    | 4    | 2    | 1    |
| 2e course  | 18   | 13   | 10   | 8    | 6    | 4    | 2    | 1    |      |      |

En outre :
- un point sera attribué pour la pole position pour la première course ;
- un point sera attribué pour le meilleur tour de chaque course.

## Courses de la saison 2011
| Date                    | Lieu           | Vainqueur          | Nationalité | Equipe            |
| 14 mai 15 mai           | Monza          | Giovanni Venturini | Italie      | Griffitz Durango  |
| 14 mai 15 mai           | Monza          | Fabio Onidi        | Italie      | Lazarus           |
| 4 juin 5 juin           | Budapest       | Kevin Ceccon       | Italie      | Ombra Racing      |
| 4 juin 5 juin           | Budapest       | Sergueï Afanassiev | Russie      | DAMS              |
| 19 juin                 | Brno           | Luca Filippi       | Italie      | Super Nova Racing |
| 19 juin                 | Brno           | Samuele Buttarelli | Italie      | TP Formula        |
| 16 juillet 17 juillet   | Donington Park | Jon Lancaster      | Royaume-Uni | Super Nova Racing |
| 16 juillet 17 juillet   | Donington Park | Samuele Buttarelli | Italie      | TP Formula        |
| 30 juillet 31 juillet   | Oschersleben   | Sergueï Afanassiev | Russie      | DAMS              |
| 30 juillet 31 juillet   | Oschersleben   | Giovanni Venturini | Italie      | Griffitz Durango  |
| 3 septembre 4 septembre | Valence        | Sergueï Afanassiev | Russie      | DAMS              |
| 3 septembre 4 septembre | Valence        | Rio Haryanto       | Indonésie   | DAMS              |
| 1er octobre 2 octobre   | Mugello        | Adrien Tambay      | France      | Campos Racing     |
| 1er octobre 2 octobre   | Mugello        | Adam Carroll       | Royaume-Uni | Campos Racing     |

## Classement des pilotes
| Classement | Pilote               | Pays           | Equipe                         | Nombre de points |
| ---------- | -------------------- | -------------- | ------------------------------ | ---------------- |
| 1er        | Kevin Ceccon         | Italie         | Ombra Racing                   | 130              |
| 2e         | Luca Filippi         | Italie         | Super Nova Racing              | 127              |
| 3e         | Sergueï Afanassiev   | Russie         | DAMS                           | 117              |
| 4e         | Adrien Tambay        | France         | DAMS Campos Racing             | 114              |
| 5e         | Fabio Onidi          | Italie         | Lazarus                        | 99               |
| 6e         | Fabrizio Crestani    | Italie         | Lazarus                        | 92               |
| 7e         | Rio Haryanto         | Indonésie      | DAMS                           | 82               |
| 8e         | Samuele Buttarelli   | Italie         | TP Formula                     | 81               |
| 9e         | Giovanni Venturini   | Italie         | Griffitz Durango               | 76               |
| 10e        | Adam Carroll         | Royaume-Uni    | Campos Racing                  | 64               |
| 11e        | Jon Lancaster        | Royaume-Uni    | Super Nova Racing              | 51               |
| 12e        | Pasquale di Sabatino | Italie         | TP Formula Ombra Racing        | 38               |
| 13e        | Bruno Méndez         | Espagne        | Campos Racing                  | 22               |
| 14e        | Daniël de Jong       | Pays-Bas       | MP Motorsport                  | 19               |
| 15e        | Marco Barba          | Espagne        | Campos Racing                  | 16               |
| 16e        | Adrian Campos Jr.    | Espagne        | Campos Racing                  | 12               |
| 17e        | Rodolfo González     | Venezuela      | Campos Racing                  | 8                |
| 18e        | Kevin Korjus         | Estonie        | DAMS                           | 7                |
| 19e        | Adrian Zaugg         | Afrique du Sud | Super Nova Racing              | 3                |
| 20e        | Giuseppe Cipriani    | Italie         | Griffitz Durango               | 2                |
| 21e        | Francesco Dracone    | Italie         | Emmebi Motorsport Ombra Racing | 1                |

## Trophée Under 21
| Classement | Pilote             | Pays      | Equipe             | Nombre de points |
| ---------- | ------------------ | --------- | ------------------ | ---------------- |
| 1er        | Kevin Ceccon       | Italie    | Ombra Racing       | 222              |
| 2e         | Adrien Tambay      | France    | DAMS Campos Racing | 159              |
| 3e         | Samuele Buttarelli | Italie    | TP Formula         | 148              |
| 4e         | Giovanni Venturini | Italie    | Griffitz Durango   | 147              |
| 5e         | Rio Haryanto       | Indonésie | DAMS               | 143              |
| 6e         | Bruno Méndez       | Espagne   | Campos Racing      | 71               |
| 7e         | Daniël de Jong     | Pays-Bas  | MP Motorsport      | 59               |
| 8e         | Kevin Korjus       | Estonie   | DAMS               | 18               |
| 9e         | Stefano Bizzarri   | Italie    | Ombra Racing       | 10               |